# Potentilla rupifraga
Potentilla rupifraga är en rosväxtart som beskrevs av A.P. Khokhryakov. Potentilla rupifraga ingår i Fingerörtssläktet som ingår i familjen rosväxter. Inga underarter finns listade i Catalogue of Life.